# دوغلاس دي سي-4 إي
دوغلاس دي سي-4 إي هي طائرة أمريكية تجريبية تم تطويرها قبل الحرب العالمية الثانية، و لم تدخل أبدا مرحلة الإنتاج، لكن فشلها ساعد في تصميم طائرات ناجحة أخرى مثل دي سي-4 ودوغلاس سي-54 سكاي ماستر. عديد من خواص طائرة دي سي-4 إي وجدت في طائرة Nakajima G5N اليابانية.

## التصميم و التطوير
وضع التصميم سنة 1935 من قبل الخطوط الجوية المتحدة. الهدف كان صنع طائرة أكثر تطورا و أوسع كبديل لطائرة دي سي-3 و كان ذلك قبل أن تطير هذه الأخيرة. لاقى المشروع اهتماما أيضا من الخطوط الجوية الشرقية وخطوط بان أمريكان العالمية وخطوط عبر العالم الجوية والخطوط الجوية الأمريكية حيث قدم كل واحدة منهم مبلغا قدره 100.000 لنجاح المشروع.

## مواصفات

### الصفات العامة
الخصائص العامة
- الطول:  ()
- باع الجناح:  ()
- الارتفاع:  ()

الأداء